# Heket
Heket, čija su imena još Heqat, Hekit, Heqet, Hegit, Heget ili Heqet, bila je za Egipćane boginja-žaba, žena sa žabljom glavom ili žena koja na glavi nosi žabu, a mogla se sama u žabu pretvoriti. Njen je muž Hnum.

## Heketin amulet
Žaba je hiljadama godina za Egipćane bila simbol plodnosti i predstavlja život. Svoje božansko obelezje žaba je našla u boginji Heket. Njen kult potiče iz Srednjeg kraljevstva, a možda i ranije, iz preddinastijskih vremena, za vladavine "Horusovih sledbenika". Heket je bila žena Hnuma, boga-ovna koji je stvorio ljude. Bila je poštovana zbog mita iz Heliopolisa, koji govori o nastanku bogova i sveta. Sve je započelo s okeanom Nunom. Tokom previranja mita, Heket je postala žena Šua, boga zraka te je izbacila Tefnut, boginju vlage. Heket je tako bila Raovo dete, Šuova sestra i žena, majka neba, Nut i Zemlje, Geba.
Ovakvo tumačenje Heket nastalo je nakon povezivanja Ra i Atuma. Kao boginja plodnosti, Heket je bila zaštitnica dece i porodilja, što je slično Tawaret. I Bes je bio zaštitnik dece. Ovakvo zaštitničko delovanje se pripisuje bogovima tokom Srednjeg kraljevstva, a povezano je s Nilom i plodnošću. Bilo je prihvatljivo da su Heket i Hnum supružnici jer su bili stvoritelji života (Hnum je oblikovao svakog čoveka pre rođenja, dajući mu lepotu ili ružnoću). Heket je pomagala i pri rođenju Horusa. Bila mu je i pisac jer žabe žive u močvarama, a Horusa su tamo skrivali. Neki su verovali da su Izida i Heket ista bozanstva